# Presidente del Reichstag
El Presidente del Reichstag fue el presidente de la legislatura alemana desde 1871 hasta 1918, bajo el Imperio alemán y nuevamente desde 1920 hasta 1945, bajo la República de Weimar y la Alemania nazi.

## Historia
El cargo tuvo como antecedente histórico al presidente del Reichstag de la Confederación Alemana del Norte, y quien ocupó dicho cargo fue Eduard von Simson entre 1867 y 1870. Simson ya había presidido anteriormente además la Asamblea Nacional de Frankfurt. 
Durante la República de Weimar, el presidente del Reichstag era elegido por mayoría de los diputados del Reichstag, por recomendación del grupo político con mayor número de asientos; de conformidad con el artículo 26 de la Constitución de Weimar. Según el artículo 28 de dicha constitución, ejercía la autoridad nacional y el poder mediador en el edificio del Reichstag. Era responsable de la administración y el presupuesto del Reichstag y también representaba al Reich en dichos asuntos en el exterior. 
El primer presidente del Reichstag durante la República de Weimar fue el socialdemócrata Paul Löbe, electo para el cargo el 25 de junio de 1920 con un total de 397 de 420 votos parlamentarios, y permaneció en el cargo hasta que fue reemplazado por el nacionalista Max Wallraf el 28 de mayo de 1924. Wallraf estuvo en el cargo sólo brevemente hasta que Löbe regresó al cargo el 7 de enero de 1925. En su segunda elección, Löbe obtuvo 231 votos. En agosto de 1932, Hermann Göring sustituyó a Paul Löbe.Löbe fue elegido tercer vicepresidente por estrecho margen en diciembre de 1932, cargo que ocupó durante un año.
Durante el Tercer Reich (1933-1945), la presidencia del Reichstag fue ostentada por Hermann Göring. Incluso las elecciones de marzo de 1933 fueron sólo parcialmente libres, y ciertamente no las de noviembre del mismo año. Tras la abolición del Reichstag luego de la caída de la Alemania nazi al final de la Segunda Guerra Mundial, el cargo dejó de existir.

## Potestades
La principal tarea del presidente era dirigir y organizar el autogobierno del Reichstag. A petición del Presidente del Reich o de un tercio de los diputados, el presidente del Reichstag debía convocar una sesión plenaria. La oficina parlamentaria además contaba con el apoyo de tres vicepresidentes, el secretario y un consejo de ancianos.

## Residencia oficial
La residencia oficial del presidente del Reichstag era el Palacio Presidencial del Reichstag, que se encuentra en el lado este del edificio del Reichstag, a orillas del río Spree en Berlín. Desde la República de Weimar, el edificio también ha servido como foro para debates políticos. El palacio siguió siendo la residencia oficial hasta el final de la República de Weimar, por lo que Göring fue el último presidente del Parlamento que vivió allí.

## Lista de Presidentes del Reichstag
| N.º                                 | Präsident des Reichstags | Präsident des Reichstags | Präsident des Reichstags        | Tomó posesión         | Dejó el cargo          | Tiempo en el cargo         | Partido       |
| ----------------------------------- | ------------------------ | ------------------------ | ------------------------------- | --------------------- | ---------------------- | -------------------------- | ------------- |
| Imperio alemán (1871-1918)          |                          |                          |                                 |                       |                        |                            |               |
| 1                                   |                          |                          | Eduard von Simson (1810–1899)   | marzo de 1871         | febrero de 1874        | 2 años y 11 meses          | Independiente |
| 2                                   |                          |                          | Max von Forckenberg (1821–1892) | febrero de 1874       | mayo de 1879           | 5 años y 3 meses           | NLP           |
| 3                                   |                          |                          | Otto Theodor von Seydewitz      | mayo de 1879          | agosto de 1879         | 3 meses                    | DKP           |
| 4                                   |                          |                          | Adolf von Arnim-Boitzenburg     | febrero de 1880       | febrero de 1881        | 1 año                      | DRP           |
| 5                                   |                          |                          | Gustav von Goßler               | febrero de 1881       | noviembre de 1881      | 9 meses                    | DKP           |
| 6                                   |                          |                          | Albert von Levetzow             | noviembre de 1881     | noviembre de 1884      | 3 años                     | DKP           |
| 7                                   |                          |                          | Wilhelm von Wedell-Piesdorf     | noviembre de 1884     | noviembre de 1888      | 4 años                     | DKP           |
| (6)                                 |                          |                          | Albert von Levetzow             | noviembre de 1888     | marzo de 1895          | 6 años y 4 meses           | DKP           |
| 8                                   |                          |                          | Rudolf von Buol-Berenberg       | marzo de 1895         | diciembre de 1898      | 3 años y 9 meses           | Zentrum       |
| 9                                   |                          |                          | Franz von Ballestrem            | diciembre de 1898     | 20 de febrero de 1907  | 8 años y 2 meses           | Zentrum       |
| 10                                  |                          |                          | Udo zu Stolberg-Wernigerode     | 20 de febrero de 1907 | 19 de febrero de 1910  | 3 años                     | DKP           |
| 11                                  |                          |                          | Hans von Schwerin-Löwitz        | 1 de marzo de 1910    | 7 de febrero de 1912   | 1 año y 343 días           | DKP           |
| 12                                  |                          |                          | Johannes Kaempf                 | 7 de febrero de 1912  | 25 de mayo de 1918     | 6 años y 107 días          | FVP           |
| 13                                  |                          |                          | Constantin Fehrenbach           | junio de 1918         | 9 de noviembre de 1918 | 5 meses                    | Zentrum       |
| Revolución de Noviembre (1918-1919) |                          |                          |                                 |                       |                        |                            |               |
| 1                                   |                          |                          | Eduard David                    | 7 de febrero de 1919  | 13 de febrero de 1919  | 6 días                     | SPD           |
| -                                   |                          |                          | Conrad Haußmann                 | 13 de febrero de 1919 | 14 de febrero de 1919  | 1 día                      | DDP           |
| 2                                   |                          |                          | Constantin Fehrenbach           | 14 de febrero de 1919 | 21 de junio de 1920    | 1 año y 128 días           | Zentrum       |
| República de Weimar (1919-1934)     |                          |                          |                                 |                       |                        |                            |               |
| 14                                  |                          |                          | Paul Löbe                       | 25 de junio de 1920   | 28 de mayo de 1924     | 3 años y 338 días          | SPD           |
| 15                                  |                          |                          | Max Wallraf                     | 28 de mayo de 1924    | 7 de enero de 1925     | 224 días                   | DNVP          |
| (14)                                |                          |                          | Paul Löbe                       | 7 de enero de 1925    | 30 de agosto de 1932   | 7 años y 236 días          | SPD           |
| 16                                  |                          |                          | Hermann Göring                  | 30 de agosto de 1932  | 2 de agosto de 1934    | 1 año y 11 meses           | NSDAP         |
| Tercer Reich (1934-1945)            |                          |                          |                                 |                       |                        |                            |               |
| 1                                   |                          |                          | Hermann Göring                  | 2 de agosto de 1934   | 23 de abril de 1945    | 10 años, 8 meses y 21 días | NSDAP         |